# 日暮かごめ
日暮かごめ（ひぐらし かごめ）は、高橋留美子原作の漫画作品『犬夜叉』に登場する架空の人物で、同作のヒロイン。
アニメ版での声優はゆきのさつき、初代サンデーCM劇場での声優は岩男潤子。舞台での演者は馬渕英里何（初代）、若月佑美（2代目）。

## 人物

### 経歴
現代の日暮神社に住む中学3年生の少女。年齢は15歳→19歳。家族構成は祖父、父（アニメ版では、登場シーン無し）、母、弟（草太）、ブヨ（猫）の5人暮らし。
戦国時代と現代を行き来するようになって以降は仮病を使って何日も学校を休んでいる。そのため以前は学内試験において30番以下の順位をとったことがないほど成績優秀であったが、多忙から成績がどんどん低下していき、赤点や追試や補習を受けることとなり、入試も補欠合格で入学するほどに学力が低下している。苦手な科目は数学で、数学の夢を見てはよくうなされている。
最終決戦にて、奈落を倒したことで四魂の玉に取り込まれかけるが、後を追ってきた犬夜叉と共に玉の消滅を願ったことで現代に生還する。その後は井戸が過去へ通じなくなり普通の高校生活を3年間送るが、卒業後、犬夜叉と共に生きることを望んだことで再び戦国時代に行き彼と再会、楓の村で巫女見習いとして生活する日々を送る。現代においては高校卒業後すぐに嫁いだことになっており、殺生丸に「お義兄さん（おにいさん）」と呼びかけていた。

### 外見
桔梗の生まれ変わりで、体内に四魂の玉を持っていた。容姿は端麗で作中でも「いい女」「かわいい」と評されることが多い。また他のるーみっくヒロイン同様にスタイル抜群である。異性から想いを寄せられることも度々ある（戦国時代では鋼牙、現代では北条）。原作当初は前髪が桔梗と同じくぱっつんに切り揃えられていたが、すぐ変えられた。戦国時代では基本的に学校のセーラー服を着用している。作者の希望によりどんなに動いてもパンチラはしない。
自転車や、大量の荷物を詰め込んだ巨大なリュックサックを持ち込んでいる。中身は勉強道具、救急箱、食料、レジャーシートなど。

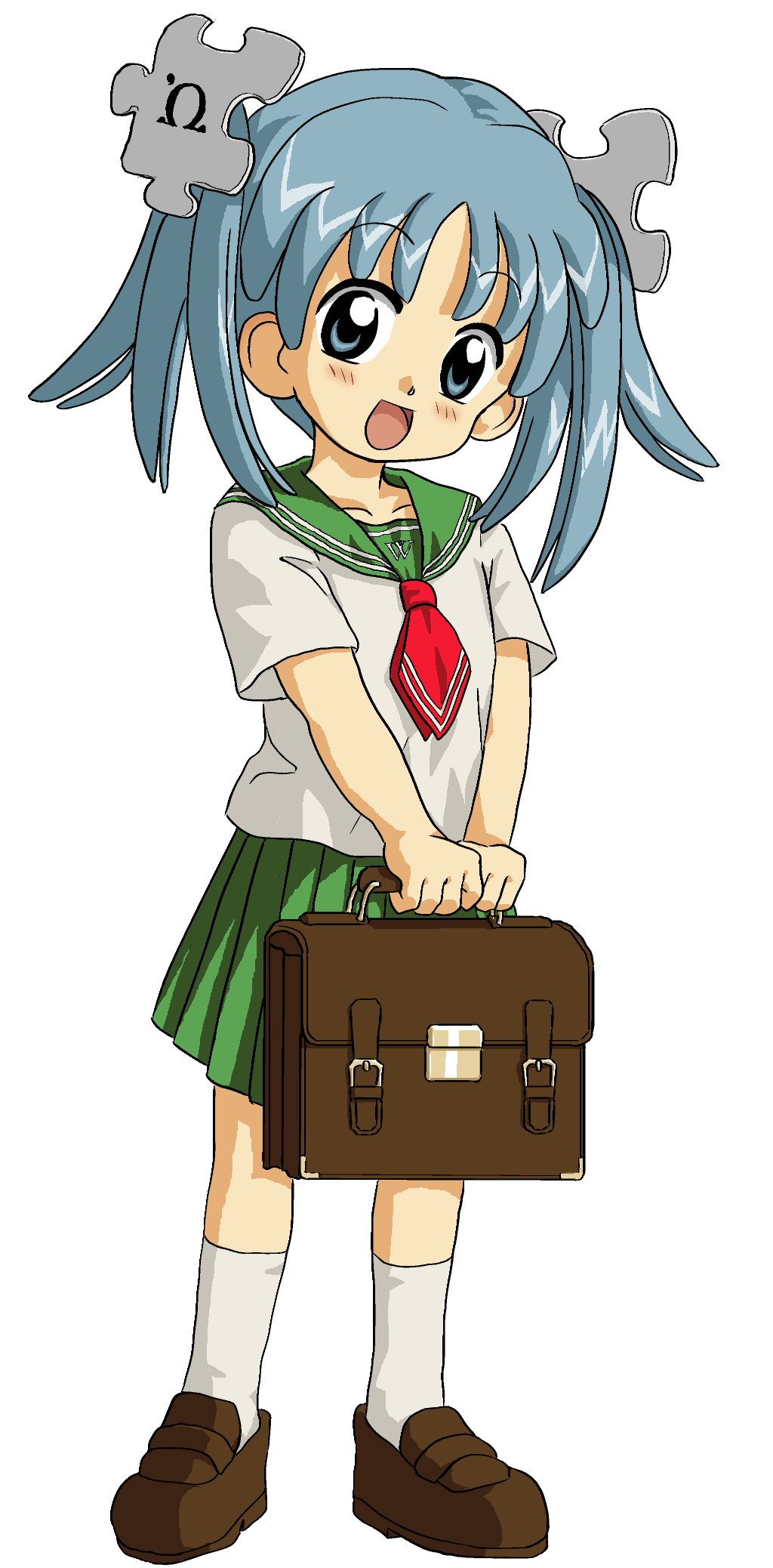
ウィキペたんはかごめの服を着ています。

### 性格
戦国時代にすぐに順応したり凶悪な妖怪に接しても怖気づかないなど肝が据わっている。ミミズなどの虫系統は苦手。かわいいものが大好きで褒め殺しに弱く、おだてられると情が移ってしまうタイプ。
明るく活発。気の強さが前面に出るものの、非常に慈愛の深い少女である。作者曰く一番心が広いヒロインとのこと。大変肝が据わっており、殺生丸や奈落にも怯えず立ち向かえる胆力がある。
かわいいもの好きで、妖怪であろうとかわいいものは抱きかかえようとする。年頃の少女らしく恋愛にも関心があり、弥勒が珊瑚にプロポーズをした際には目を輝かせて喜んでいた。

### 犬夜叉との関係
最初の頃は異性としては眼中になく、序盤の独白では理想の男性像について「犬夜叉とは正反対な人がいい」とまで言い放つほどであった。しかし、喧嘩しつつも闘いの中で危機を乗り越えて行くうちに、犬夜叉の分かりづらい不器用な優しさに触れ、いつしかお互いに大切な存在へと成っていく。「おすわり」は、犬夜叉を鎮める唯一の言霊である。
旅の中で幾度となく犬夜叉と桔梗の関係に嫉妬と自己嫌悪を繰り返していくが、その度に犬夜叉との確固たる信頼を築きあげていく。桔梗が白霊山で奈落に殺されたと聞いた時は自身にとっての恋敵がいなくなったわけだが、犬夜叉の胸中を思い複雑な心境を抱えていた。その後は犬夜叉との関係がより親密になっており、お互い唯一無二の存在になっている。故に桔梗が死を迎えようとしている時は、自分の無力さゆえに桔梗を救えなかったこと、犬夜叉を悲しませてしまったことを深く悲しみ、後悔する（人の悲しみを養分とする妖怪・花皇には「犬夜叉以上に傷ついている」と言われるほどであった）。
四魂の玉との戦いが終わると現代に戻り、四魂の玉の消失により井戸が繋がらなくなると、そのまま犬夜叉とは意図せず離ればなれになってしまう。井戸はその後3年間経っても繋がらず、自分の戦国時代での存在理由（四魂の玉）がなくなったことと犬夜叉への想いの狭間で悩んでいたが、最終的に一度だけ繋がった井戸を通じて戦国時代へと戻り犬夜叉と夫婦になった。作者曰く再び井戸が繋がったのは犬夜叉とかごめの想いの強さ故とのこと。

## 戦闘能力
高い霊力を持っているが戦闘経験のない現代人でもあるため、当初の戦闘力は低く破魔の矢を外すことがあるなどもありサポート的な役割が多かった。肉体は普通の人間の女性並みであるため、運動神経は低いが学力は高い。犬夜叉の火鼠の衣を借りて身を守ったこともある。敵の幻影術を無効化する力を持ち、無女の幻術や奈落の幻影殺が効かなかった。（アニメでは、奈落の幻影殺にかかっている。）

### 技
破魔の矢
桔梗同様、霊力のこもった矢を相手に飛ばし、滅する技。怒りで本気になった時などは直撃すれば相手を粉砕する程の威力を誇る。射的を得意とせず戦闘経験がないためか、狙いを外すことも多い。霊山にある梓山の弓を手に入れて奈落に操られた瞳子の魂と戦った後は、標的の盾となる物や障害物をすり抜けて後ろの正面を撃ち抜く消える矢を放つことができるようになった。
破魔の霊力
相手の身体に直接、手で触れて霊力を発し相手を追い払う技。桔梗と違い意識して安定して使いこなすことはできない。
呪い返し（霊力返し）
桔梗同様、相手が放った霊力を、そのまま本人に返す技。椿がかけた四魂のかけらが体内に入る呪いで苦しむ状態で椿が放った呪いの式神を跳ね返した。
邪気払い
清浄な霊力で邪気や瘴気といった悪しき気を浄化する技。かごめは高い霊力を持つため、常人では耐えられない邪気をも無効化する。
言霊の念珠
犬夜叉のみに通用する鎮め技。楓の掛けた言霊の念珠が玉鎮めの言霊「おすわり」に反応して犬夜叉を大地に引き倒す。嫉妬などの私情目的で使用することもある。他の人間が「おすわり」と言っても効果はない。